# انخل
انخل (به عربی: أنخل) یک منطقهٔ مسکونی در سوریه است که در Al-Sanamayn District  واقع شده‌است.

## خصوصیات
انخل ۳۱٬۲۵۸ نفر جمعیت دارد.